# ポール・リヴィア&ザ・レイダーズ
ポール・リヴィア＆ザ・レイダーズ（Paul Revere & the Raiders、レイダース〈Raiders〉としても知られる）は、1958年にアイダホ州ボイシで結成されたアメリカのロックバンド。1960年代後半から1970年代前半にかけて、アメリカのメインストリームで大きな成功を収めた。バンドは革命戦争風の服装で知られている。

## 概要
元々はダウンビーツというインストゥルメンタル・ロック・コンボだったレイダースは、1958年にオルガン奏者のポール・リヴィアによって結成され、シンガーのマーク・リンゼイも加わった。1961年に「Like, Long Hair」がマイナー・ヒットを記録し、1963年後半には「Louie Louie」のカヴァーでビルボードのHot100入りを逃した後、バンドはプロデューサーのテリー・メルチャーの指導のもとコロムビア・レコードと契約。1966年1月、『Where The Action Is』などのディック・クラークの番組での露出に後押しされたシングル「Just Like Me」はホット100で11位を記録し、続く「Kicks」と「Hungry」は連続トップ10入りを果たし、バンドは国民的スターとなった。クラークのテレビ番組は、リンジーをティーン・アイドルとして、リビアをグループの 「狂人 」として紹介し、1966年から69年にかけて、彼らは12曲のヒット曲でトップ30入りを果たした。シングルの成功に後押しされ、1966年の3枚のアルバム『Just Like Us』、『Midnight Ride』、『The Spirit of '67』はすべてRIAAからゴールド認定を受けた。
マーク・リンゼイはテリー・メルチャーに代わってレイダースのプロデューサーとなり、バンドは1969年に「Let Me!」で全米20位のヒットを記録した。1970年初頭、バンド名は 「レイダース」に短縮され、その1年後、大成功を収めたカヴァー曲 「Indian Reservation (The Lament of the Cherokee Reservation Indian) 」はアメリカとカナダで1位を獲得し、1996年にはプラチナ・ディスクに認定された。しかし、レコードの成功を継続できなかったため、1975年にコロムビアから解雇され、バンドは解散した。1978年、リヴィアはコメディとロックンロールをミックスしたショーでライブ・パフォーマンスに戻った。ポール・リヴィアは、2014年に癌によってこの世を去った。
グループは何度もラインナップを変更したが、最もよく知られた「クラシック」ラインナップは以下の通り： マーク・リンゼイ（ヴォーカルとサックス）、ポール・リヴィア（キーボード）、ドレイク・"キッド"・レヴィン（ギター）、フィル・"ファング"・ヴォルク（ベース）、マイク・"スミッティ"・スミス（ドラムス）。このラインナップは、1965年から1967年にかけてコロムビアからリリースされた最初の5枚のアルバムに収録されたほとんどの曲をレコーディングした。

## メンバー

### 過去に在籍したメンバー

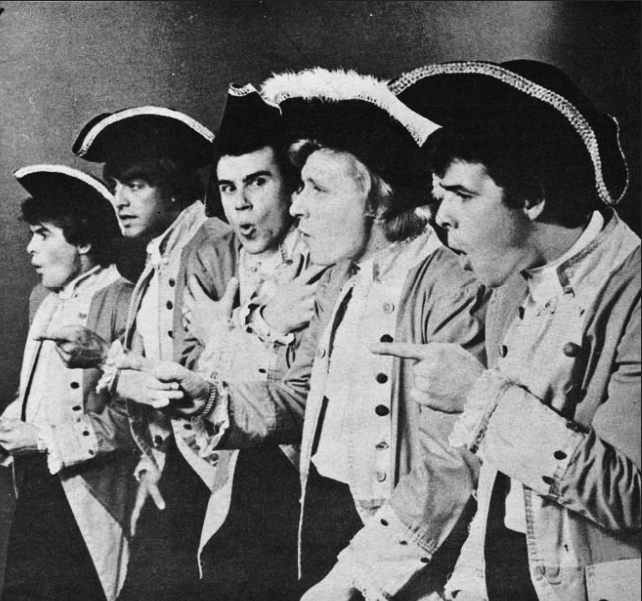
The band in 1965. From left: Smith, Lindsay, Levin, Revere, Volk

- Paul Revere – keyboards (1958–1977; 1978–2014; his death)
- Mark Lindsay – vocals, saxophone (1958–1975)
- Robert White – guitar (1958–1961)
- Richard White – guitar (1958–1961)
- William Hibbard – bass guitar (1958–1961)
- Dick Mcgarvin – drums (1958)
- Red Hughes – vocals (1958)
- David Bell – drums (1958–1959)
- Jerry Labrum – drums (1959–1961)
- Andrea Loper – vocals (1960)
- Mike "Smitty" Smith – drums (1962–1967, 1971–1972; died 2001)
- Ross Allemang – bass guitar (1962–1963)
- Steve West – lead guitar (1962)
- Pierre Ouellette (1963)
- Dick Walker – lead guitar (1962–1963)
- Charlie Coe – lead guitar (1963), bass guitar (1967–1968)
- Drake "Kid" Levin – lead guitar (1963–1966, 1967; died 2009)
- Mike "Doc" Holliday – bass guitar (1963–1965)
- Phil "Fang" Volk – bass guitar (1965–1967)
- Jim "Harpo" Valley – lead guitar (1966–1967)
- Freddy Weller – lead guitar (1967–1973)
- Joe Correro Jr. – drums (1967–1971)
- Keith Allison – bass guitar (1968–1975, died 2021)
- Omar Martinez – drums, vocals (1971–1977, 1980–2006)
- Robert Wooley – keyboards (1972–1977)
- Doug Heath – lead guitar (1973–1976, 1978, 1980–2021)
- Ron Foos – bass guitar (1975–1976, 1980–2022)
- Blair Hill – vocals (1978–1980)
- Michael Bradley – vocals (1980–1983)
- Carlo Driggs – vocals (1983–2004; died 2017)
- Jamie Revere – guitar (1991–1997, 2013–2020)
- Darrin Medley – vocals, drums (2004–2008)
- Matt Fasekas – drums (2004–2009)
- Danny Krause – Keyboards, vocals (1980–2022)
- Darren Dowler – Vocals, Guitar (2008–2019)
- Tommy Scheckel – Drums (2009–2022)
- David Huizenga – Vocals (2018–2022)
- Arny Bailey – Lead Guitar (2021–2022)

## ディスコグラフィー
- 1961: Like, Long Hair
- 1963: Paul Revere & the Raiders
- 1965: Here They Come!
- 1966: Just Like Us!
- 1966: Midnight Ride
- 1966: The Spirit of '67
- 1967: Greatest Hits
- 1967: Revolution!
- 1967: A Christmas Present...And Past
- 1968: Goin' to Memphis
- 1968: Something Happening
- 1969: Hard 'N' Heavy (with Marshmallow)
- 1969: Alias Pink Puzz
- 1970: Collage
- 1971: Indian Reservation
- 1972: Country Wine
- 1972: All-Time Greatest Hits
- 1982: Special Edition
- 1983: The Great Raider Reunion
- 1983: Paul Revere Rides Again
- 1985: Generic Rock & Roll
- 1990: The Legend of Paul Revere (2-CD)
- 1992: Generic Rock & Roll (a.k.a. Live NOT)
- 1995: The Essential Ride (1963-67)
- 1996: Generic Rock 2 (a.k.a. Live NOT)
- 2000: Time Flies When You're Having Fun
- 2000: Mojo Workout (2-CD)
- 2001: Ride to the Wall
- 2005: Ride to the Wall 2
- 2009: Hungry for Kicks
- 2010: The Complete Columbia Singles (3-CD)
- 2011: The Essential Paul Revere and The Raiders (2-CD)
- 2011: Flower Power, produced by vocalist Darren Dowler